# Riže
Riže (nemško Reisach) je  vas ali naselje in katastrska občina v občini Cirkno (Kirchbach), na levi strani Zilje, 20 km zahodno od Šmohorja (Hermagor) v Gornji Ziljski dolini v okraju Šmohor na avstrijskem Koroškem na nadmorski višini 689 m. 1. januarja 2024 je vas imela 347 prebivalcev.

## Geografska lega
Vas Riže ležijo v Zgornji Ziljski dolini, 2,6 km zahodno od občinskega središča Cirkna. Skozi vas poteka  Ziljska cesta (B 111), ki kraj povezuje s sosednjimi kraji. 

## Zgodovina
Kraj so poselili Slovani v začetku 7. stoletja. Okoli leta 600 po Kr.  so senamreč Slovani in Avari spopadli z Langobardi pri potoku  Grmnica (Griminitzen), ki se kot desni pritok Zilje, vanjo izliva okoli 2 km zahodno od vasi Riže. Vas se v zgodovinskih listinah prvič omenja leta  1039.  V 12. in 13. stoletju so Ziljski dolini gospodarili Goriški grofje. Območje vasi Riže je spadalo pod gospostvo Goldenstein (razvaline pri Goldbergu pri Dellachu). Leta 1355 so Riže omenjene kot vikariat. V 15. stoletju je tu izoblikovana mala gospoščina, na kateri zasledimo plemiško družino Riženskih, katere rodovni grad je stal nad nekdanjo kovačijo v Rižah, kjer danes raste velika lipa. Ta grad se je imenoval Frohnthurn. Eden od plemičev iz Riž je postal slaven zdravnik in matematik in je leta 1516 zasedel rektorat dunajske univerze. 
Ko so turške horde 27. julija 1478 oplenile in požgale Šmohor, so vdrle tudi v zgornjo Ziljsko dolino. Še preden so divji jezdeci dosegli Riže, so njeni prebivalci z živino in maloštevilnim imetjem zbežali v temen gozd Ebenwald. Turki so poskušali vdreti v žunijsko cerkev, vendar jim ni uspelo razbiti železna vrata. 
V drugi polovici 16. stoletja so se gospodje Reisach preselili na Štajersko v Dolino Murice, kjer so pridobili posest Lichtenegg. Grad Reisach Frohnthurn in posest Schönberghof, sedanji Pirschl, je leta 1618 pridobil neki Viljem, kmalu zatem pa Ludvik Schönberški. Leta 1525 je Zgornja Koroška in s tem Ziljska dolina postala del Ortenburške grofije in so jo do leta 1848 upravljali knezi Porcia. Od leta 1809 do 1814 je bila Ziljska dolina pod francosko oblastjo. 
Vas Riže je že v srednjem veku imela cerkev. Med ljudmi še vedno obstaja izročilo, da je bila prva cerkev v Rižah zgrajena okoli leta 1330 v času tirolske grofice Margarete Maultasch. Prvič o tem izvemo iz listine z dne 17. februarja 1375, ki omenja vikarja Volreida iz Riž (Reisacha) kot pričo zemljiške transakcije. Cerkev svetega Petra in Pavla v Rižah je bila dolgo časa podružnica prvotne pražupnije svetega Danijela v Zgornji Zilji. Sedanja župnijska cerkev sv. Petra in Pavla Riže je preprost verski objekt iz 19. stoletja, posvečen leta 1850. Med skromno opremo si zasluži posebno pozornost prižnica v slogu poznega cesarstva.
Do avstrijske občinske reforme, izvedene 1. januarja 1973, je bila vas Riže (Reisach) samostojna občina. 

## Pomembni objekti
- Župnijska cerkev Riže, poznoklasicistična stavba iz leta 1850
- Ganglovo znamenje, poznogotsko obcestno znamenje, v spodnjem delu z vzidanim rimskim nagrobnikom
- Zanimiva posestniška hiša domačija Monegger s poslikanim fasadnim pročeljem in zanimivim skednjem

- Ganglovo znamenje
- Podnožje Ganglovega znamenja, rimski nagrobnik
- Poslikanana fasada pročelja domačije Monegger
- Skedenj z okni z opečnato mrežo